# Шаушак
Шауша́к (рос. Шаушак, башк. Шаушаҡ) — присілок у складі Караідельського району Башкортостану, Росія. Входить до складу Урюш-Бітуллінської сільської ради.
Населення — 3 особи (2010; 2 у 2002).
Національний склад:
- башкири — 100 %